# Instituto Nacional de Línguas Indígenas
O Instituto Nacional de Línguas Indígenas do México, (em espanhol Instituto Nacional de Lenguas Indígenas ou INALI), foi criado após a promulgação por Vicente Fox da Ley General de Derechos Lingüísticos de los Pueblos Indígenas (Lei Geral de Direitos Linguísticos dos Povos Indígenas) em 13 de Março de 2003.
É um organismo descentralizado do Governo do México, ligado à Secretaria de Educação Pública. O seu órgão supremo é o Conselho Nacional, de que é presidente o Secretário de Educação Pública.
Entre as atribuições do INALI encontram-se a promoção e protecção do uso das línguas indígenas do México, das quais centenas são ainda utilizadas como línguas-mãe. Uma das suas principais tarefas é a prevenção do desaparecimento e extinção de línguas indígenas que sobreviveram desde a época pré-hispânica.